# Walddrossel

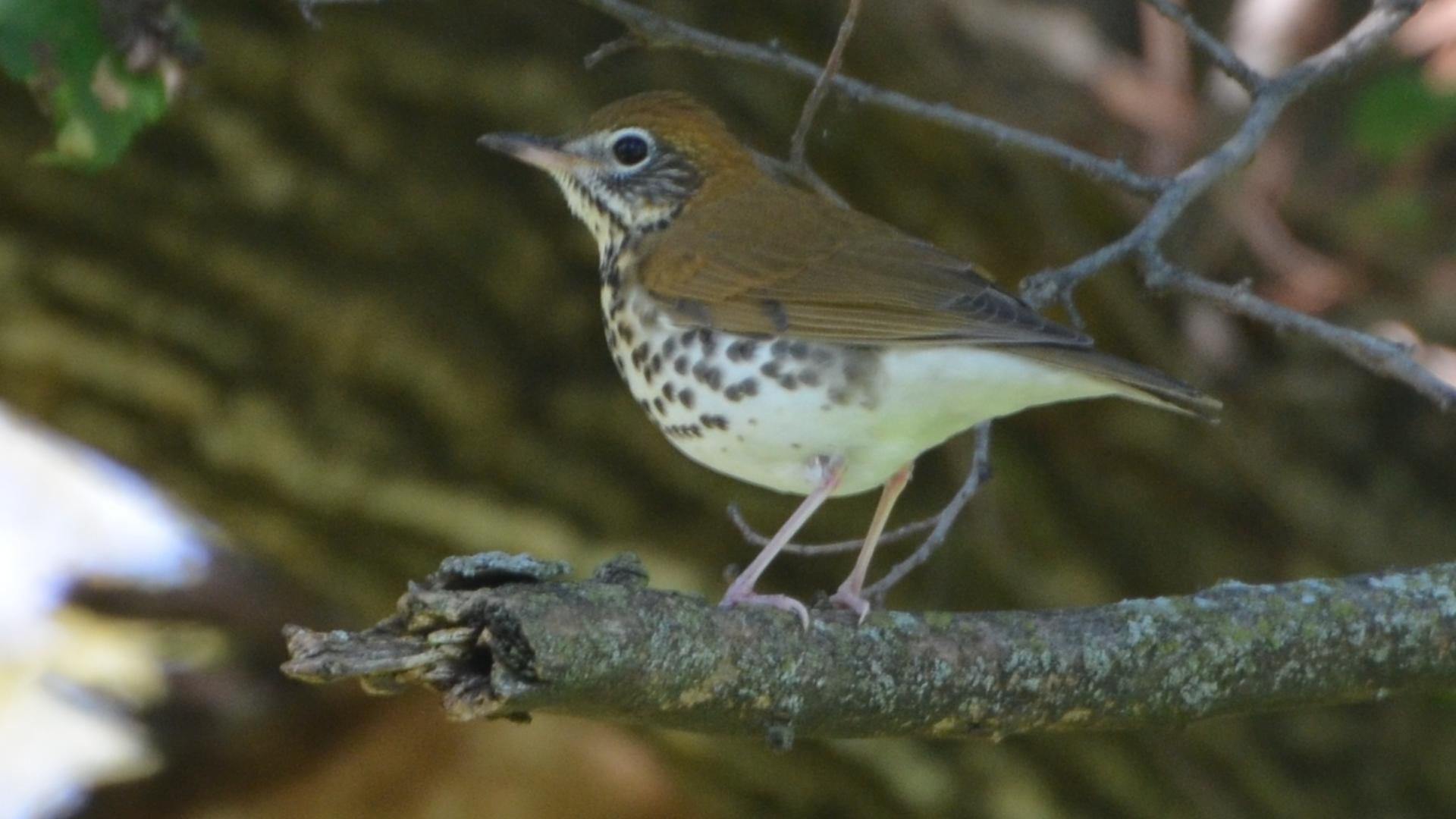
Walddrossel in Missouri

Die Walddrossel (Hylocichla mustelina) ist eine Vogelart aus der Familie der Drosseln (Turdidae), die in Nord- und Mittelamerika vorkommt. Sie ist die einzige Art in der monotypischen Gattung Hylocichla.

## Beschreibung

### Aussehen
Adulte Walddrosseln erreichen eine Länge von 18 bis 21,5 Zentimetern und ein Gewicht von 40 bis 72 Gramm. Zwischen den Geschlechtern besteht kein Sexualdimorphismus. Oberkopf und Nacken haben eine rötlich braune Farbe, die Wangen sind schwarz punktiert, der Augenring weiß. Der Rücken und die Flügelfedern sind ockerbraun bis mittelbraun. Die weißliche bis beigefarbene Unterseite ist mit vielen schwarzbraunen Flecken im Brustbereich gemustert. Die Steuerfedern sind dunkelbraun, die Füße rosafarben. 

### Lautäußerungen
Der Gesang der Männchen der Walddrossel erfolgt bevorzugt von einem freien Ast in großer Höhe eines Baumes und ist überwiegend in der Dämmerung sowie den frühen Morgenstunden zu hören. Er besteht aus einer melodischen Aneinanderreihung von Trillern und Flötentönen, die meist in kurzen Intervallen gesungen werden. Zuweilen sind auch schrille Einzeltöne (wie ein Maschinengewehr) zu vernehmen, die meist als Alarmruf dienen.

## Verbreitung und Lebensraum
Das Verbreitungsgebiet der Walddrossel während der Brutzeit erstreckt sich vom Südosten Kanadas Richtung Süden durch die zentralen und östlichen US-Bundesstaaten. Sie lebt bevorzugt in Gebüsch reichen Laub- und Mischwäldern. Die Überwinterung erfolgt in Mittelamerika. Dort werden feuchte bis halbfeuchte immergrüne Wälder sowie gemischte Palmenwälder oder Bananenplantagen bis zu einer Höhe von 1700 Metern als Lebensraum gewählt. Zum Erreichen der Winterquartiere ziehen 83 % der nordöstlichen Populationen über Florida und Kuba nach Mittelamerika.

## Lebensweise

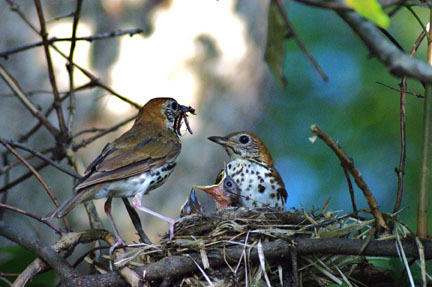
Walddrosseln beim Füttern der Jungen

Die Vögel halten sich überwiegend am Boden auf, wo sie auch nach Nahrung suchen. Diese besteht im Sommer in erster Linie aus Insekten sowie aus Samen und Beeren. Untersuchungen des Mageninhalts während der Monate Mai bis Juli ergaben einen Anteil von 62 % tierischer und 38 % pflanzlicher Nahrung.
Die Brut erstreckt sich über einen Zeitraum von Anfang Mai bis Ende August. Meist werden zwei Bruten durchgeführt, drei Bruten sind selten. Die Vögel sind in der Regel monogam, wobei die Paar-Bindung für eine Saison dauert. Das tassenförmige Nest wird aus vertrockneten Gräsern und Blättern gefertigt und mit einer dünnen Schlammschicht überzogen. Es wird in einer Höhe von maximal sechs Metern in Sträuchern oder in Astgabeln von Bäumen angelegt. Normalerweise werden drei bis vier Eier gelegt, die eine türkisgrüne Farbe besitzen. Diese werden in einem Zeitraum von 11 bis 14 Tagen ausgebrütet. Nach 12 bis 15 Tagen fliegen die Nestlinge aus und werden noch maximal drei Wochen von den Eltern weiter versorgt. 
In einigen Regionen wird ein Großteil der Brut durch den parasitären Braunkopf-Kuhstärling (Molothrus ater) vernichtet. Weitere Verluste an Eiern oder Nestlingen werden durch Nesträuber, beispielsweise Schlangen, Rabenvögel, oder Fleisch fressende Säugetiere, einschließlich des Schwarzbären (Ursus americanus) verursacht. Auch das Südliche Gleithörnchen (Glaucomys volans) bewirkt erhebliche Verluste.

## Gefährdung und Schutz
Die Walddrossel ist zwar global nicht bedroht, da sie aber in vielen ihrer Verbreitungsgebiete in einem anhaltend, mäßig schnellen Rückgang begriffen ist, wird sie demzufolge von der Weltnaturschutzorganisation IUCN seit dem Jahr 2014 als  „Near Threatened = potentiell gefährdet“ klassifiziert. Sie ist vom United States Fish and Wildlife Service gemäß dem Migratory Bird Treaty Act geschützt.